# Arnica ovata
Arnica ovata es una especie de árnica de la familia Asteraceae. Es nativa del oeste de Canadá (Yukon, Alberta, Columbia Británica), y del oeste de Estados Unidos (Alaska, Washington, Oregón, California, Nevada, Utah, Idaho, Montana, Wyoming, Colorado).
Arnica ovata es una hierba de hasta 50 centímetros de alto. Su pseudanto es amarillo, con flores liguladas y flores tubulosas. Crece en prados y bosques de coníferas en áreas montañosas.